# 진세키정
진세키정(神石町)은 히로시마현의 중동부에 존재했던 정으로, 진세키군에 속했다. 2004년 11월 5일 진세키정과 산와정, 유키정 및 도요마쓰촌이 진세키코겐정으로 합병(신설합병)하면서 소멸하였다. 

## 역사
- 1889년 4월 1일 - 시정촌 시행으로 구사키촌, 다카미쓰촌, 다가시라촌, 나가토촌, 후쿠나가촌, 후루카와촌, 마키촌이 성립하였다.
- 1940년 11월 1일 - 구사키촌, 다가시라촌, 마키촌이 신설합병해 새롭게 마키촌이 성립하였다.
- 1943년 4월 1일 - 다카미쓰촌, 후루카와촌이 신설합병해 새롭게 다카미쓰촌이 성립하였다.
- 1954년 11월 3일 - 다카미쓰촌, 마키촌이 신설합병, 정으로 승격해 진세키정이 성립하였다.
- 1955년 3월 31일 - 후루나가촌을 편입하였다.
- 2004년 11월 5일 - 유키정, 도요마쓰촌, 산와정과 신설합병으로 진세키코겐정이 됨에 따라 소멸하였다.

## 교통

### 도로
- 국도 제182호선
- 국도 제314호선 (일본)(일본어판)